# Golf Hôtel
Le Golf Hôtel, ou Hôtel du Golf, est un hôtel de luxe situé à Cocody en Côte d'Ivoire. Il est situé à proximité de la lagune Ébrié près d'un parcours de golf qui lui a donné son nom. Il est doté de 306 chambres et suites.

## Services de l'hôtel
L'hôtel du Golf dispose de plusieurs services pour ses hôtes :
- une piscine ;
- des chambres climatisées ;
- des salles de conférences ;
- deux restaurants (L'Ebrié et La Terrasse) ainsi qu'un bar (Le Flamboyant) ;
- un centre de fitness ;
- quatre courts de tennis ouverts chaque jour.
- Un terrain de Golf avec piscine

## Faits marquants
En 2010-2011, il accueille Alassane Ouattara et les siens pendant la crise politique qui l'oppose à Laurent Gbagbo. Du 11 au 13 avril 2011, Laurent Gbagbo et son épouse Simone sont logés dans la chambre 468 et gardés par les forces de l'ONUCI après leur arrestation.
En novembre 2020, dans le contexte de la réélection controversée du président Alassane Ouattara, celui-ci rencontre l'opposant et ancien président Henri Konan Bédié à l'hôtel du Golf.